# Scotinoecus cinereopilosus
Scotinoecus cinereopilosus là một loài nhện trong họ Hexathelidae. Loài này phân bố ở Chile.